# 럭셔리 카 (영화)
럭셔리 카(Luxury Car)는 중국에서 제작된 왕 차오 감독의 2006년 드라마 영화이다. 전원 등이 주연으로 출연하였고 실베인 버스테인 등이 제작에 참여하였다.
2006년 5월 22일에 2006년 칸 영화제에서 초연되었으며 주목할 만한 시선에서 수상했다.

## 출연
- 텐위안(전원) - 리옌홍 역
- 우여우차이 - 리치밍 역
- 리치잉 - 경찰관 역
- 황허 - 허거 역
- 리리 - 아리 역